# Modèle RIASEC
Pour les articles homonymes, voir Holland.
Le modèle RIASEC (réaliste, investigateur, artiste, social, entrepreneur et conventionnel) ou code Holland, mis au point par le psychologue John L. Holland, est une théorie sur les carrières et les choix vocationnels qui s'appuie sur les types psychologiques. Il identifie 6 types de personnalités en milieu professionnel qui sont à mettre en lien avec les intérêts professionnels. 

## Description

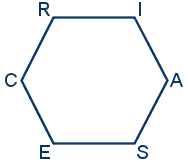
L'hexagone RIASEC d'Holland

L'acronyme RIASEC sert à rappeler les types, : 
1. Réaliste : besoin d'être impliqué physiquement dans ce qu'il fait.
2. Investigateur : habité par une soif de connaissances et de savoir.
3. Artiste : souhaite exprimer ses émotions ou pensées à travers des formes d'art.
4. Social : attiré par les activités favorisant le contact avec les autres, particulièrement dans le but de les aider.
5. Entreprenant : aime avoir des responsabilités, surmonter des défis dans l'espoir de se hisser au sommet.
6. Conventionnel : désire respecter les normes, consignes et règles, ordonné et précis.

Certains ajoutent une septième dimension :
1. Éveilleur: veut contribuer à l'évolution en changeant le monde pour le mieux (idéaliste)

Selon le Committee on Scientific Awards, les recherches de Holland (1973) ont montré que les personnalités recherchent et grandissent dans les carrières qui concordent et que les emplois et les carrières professionnelles peuvent être catégorisées par les personnalités qui grandissent à leur contact. Holland a écrit que le choix d'une carrière exprime la personnalité. Il a ajouté que les personnes peuvent être catégorisées selon l'un de six types, mais qu'il est irréaliste de penser qu'il n'existe que six types de personnalités. Il précise qu'un modèle à 6 types autorise l'existence de 720 motifs de personnalités
Ce code peut être utilisé dans le choix d'une orientation professionnelle. Plusieurs tests existent pour trouver son type (GROP, Strong, etc.). Généralement, trois lettres sont utilisées pour décrire la personnalité d'un individu. Le département du Travail des États-Unis utilise, depuis la fin des années 1990, le modèle RIASEC sur les sites Web sous sa responsabilité qui font partie de O*NET, un réseau offrant des conseils sur les emplois ,,
John Johnson de l'université d'État de Pennsylvanie a suggéré une autre façon de catégoriser les personnes en utilisant le titre d'anciens rôles sociaux : chasseur (réaliste), chaman (investigateur), artisan (artiste), guérisseur (social), meneur (entrepreneur) et gardien du savoir (conventionnel).

## Controverses
Des controverses existent, cependant rien ne semble (à préciser) remettre fondamentalement en cause cette théorie.